# 三谷町
三谷町（みやちょう）は、愛知県宝飯郡にかつて存在した町。現在の蒲郡市東部に該当する。
南は三河湾に面し、三谷港があり漁業が盛んである。また三谷温泉があり、温泉街となっている。また、沖合にある無人島の三河大島、小島も三谷町である。

## 歴史
- 江戸時代末期、この地域は旗本領、寺社領などであった。
- 1889年（明治22年）10月1日 - 町村制施行により宝飯郡三谷村が村制施行し三谷村が発足[1]。
- 1894年（明治27年）12月10日 - 町制施行し、三谷町となる。
- 1954年（昭和29年）4月1日 - 蒲郡町、三谷町、塩津村が合併し、蒲郡市となる。

## 教育
- 愛知県立三谷水産高等学校
- 三谷町立三谷中学校（現・蒲郡市立三谷中学校）
- 三谷町立三谷小学校（現・蒲郡市立三谷小学校[2]）

## 交通

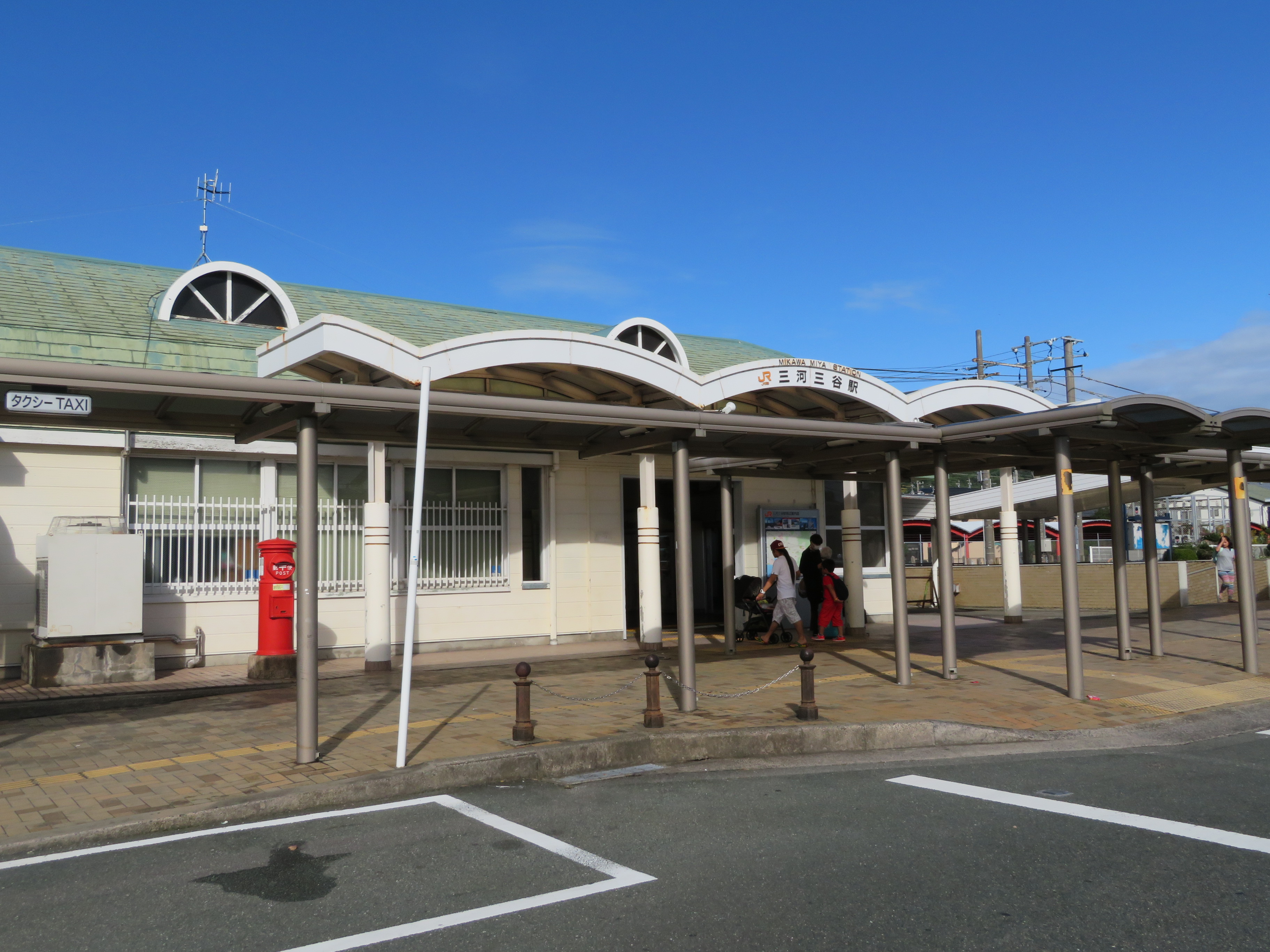
三河三谷駅

### 鉄道
1888年（明治21年）に官設鉄道（現・JR東海道本線）浜松駅＝大府駅間が開業した際、三谷村に駅は設置されなかった。その後、幾度にもわたって駅設置の請願を行い、1929年（昭和4年）7月3日、御油駅（現・愛知御津駅）＝蒲郡駅間に三河三谷駅が開業した。合併して蒲郡市となった後、東海道新幹線の線路が三谷町を通過している。
- 国鉄東海道本線
  - 三河三谷駅

### 道路
- 国道23号
- 国道247号

## 名所・旧跡

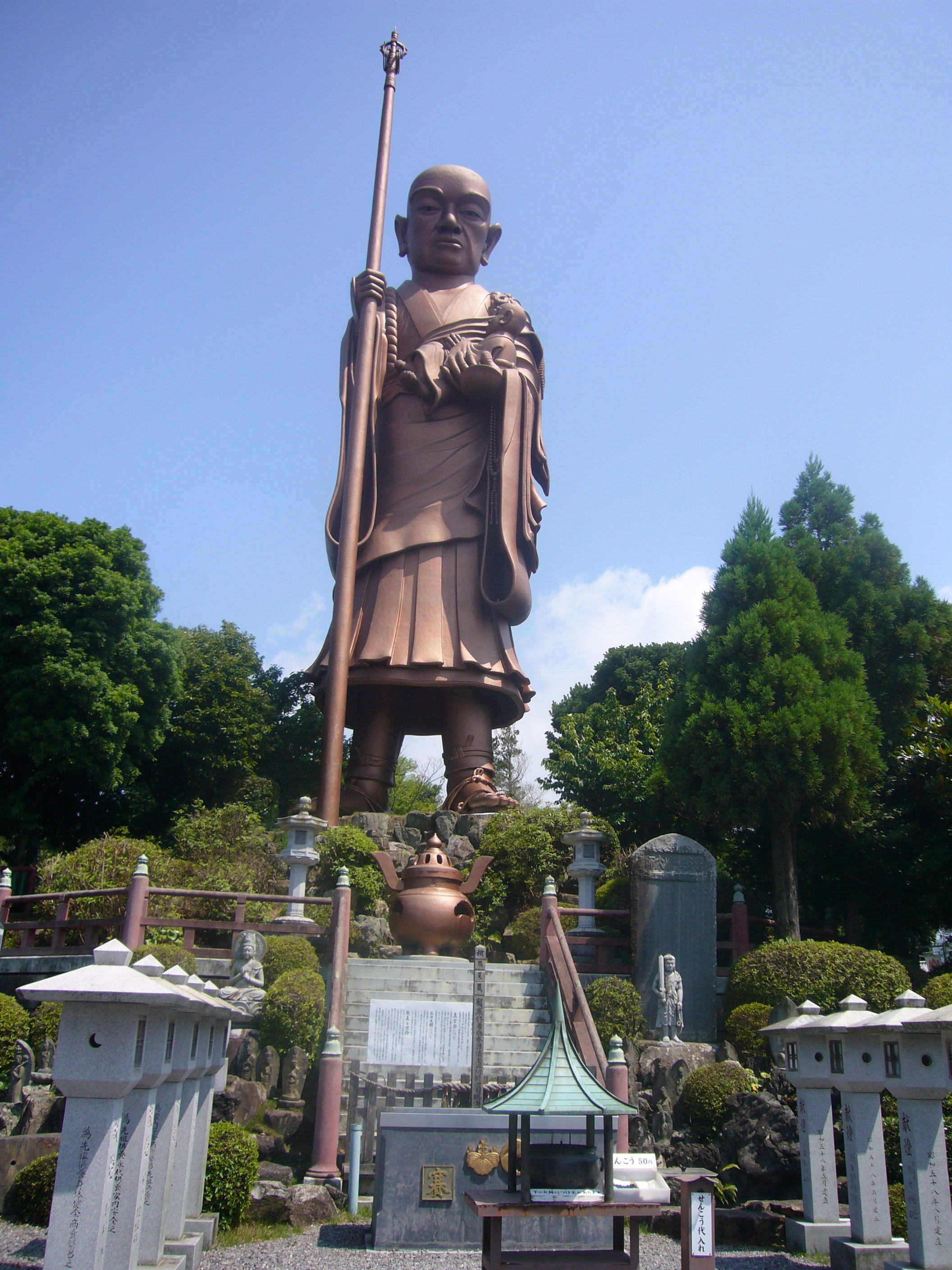
金剛寺の子安弘法大師像

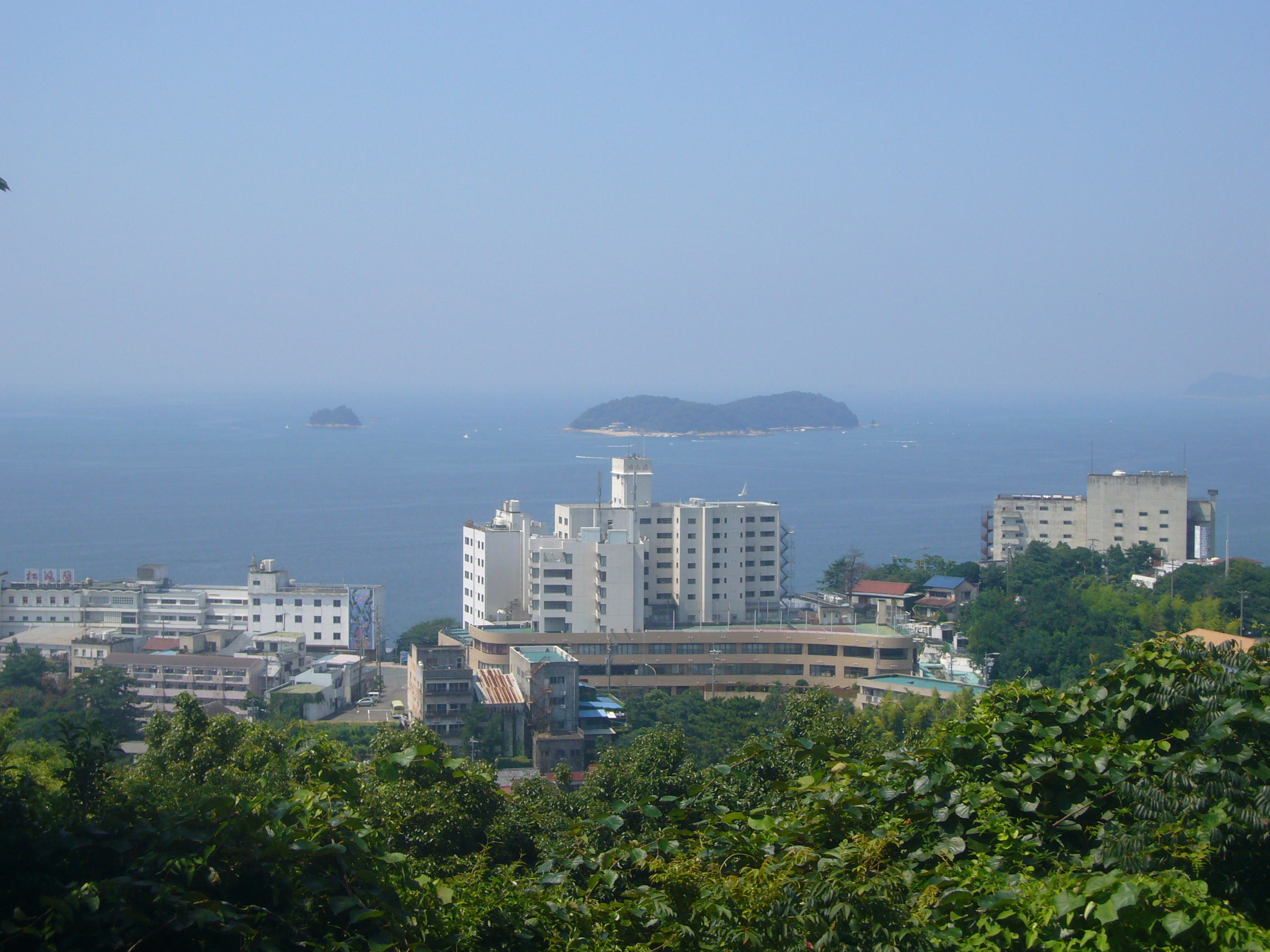
三谷温泉と三河湾

- 金剛寺 - 18.78mで東洋一の高さを持つ「子安弘法大師像」がある[3]。
- 八剱神社
- 若宮神社

## 観光スポット・娯楽施設
- 三谷温泉 - 奈良時代に行基が発見したと伝えられ、1955年頃から発展した温泉街[4]。
- 三河大島海水浴場 - 本土の沖合3kmに浮かぶ三河大島にある海水浴場[5]。
- 三谷日活映画劇場 - 八舗にあった映画館[注 1]。
- 恵比寿映劇 - 八剱神社の東側にあった映画館[注 2]。